# Paul Wolfowitz
Pour les articles homonymes, voir Wolfowitz.
Paul Dundes Wolfowitz, né le 22 décembre 1943 à New York, est un homme politique américain, secrétaire adjoint à la Défense entre 2001 et 2005 dans le gouvernement de George W. Bush. Il a été président de la Banque mondiale le 1er juin 2005 et a posé sa démission le 17 mai 2007 à la suite de son implication dans une affaire de népotisme. Il a quitté ses fonctions le 30 juin 2007.

## Biographie
Né à New York, Paul Wolfowitz est le fils du mathématicien juif polonais Jacob Wolfowitz, lui-même immigré aux États-Unis en 1920, alors qu'il n'était âgé que d'une dizaine d'années.
Paul Wolfowitz fait d'abord des études de physique-chimie avant de se tourner vers les sciences politiques à l'université de Chicago. Il est alors politiquement un jeune trotskiste. C'est à l'université Cornell, où enseigne son père, que Paul Wolfowitz rencontre le professeur Allan Bloom, un des élèves du philosophe Leo Strauss et référence des néo-conservateurs.
Auprès de Bloom, Wolfowitz rejette la philosophie du relativisme alors en vogue dans les années 1960 et qui, selon lui, nie la « légitimité universelle des valeurs américaines et s'accommoderait de la tyrannie ».
À l'université de Chicago, c'est auprès d'Albert Wohlstetter, théoricien de la stratégie nucléaire, que Wolfowitz rédigea sa thèse sur le danger de prolifération nucléaire au Moyen-Orient.
En 1972, Wolfowitz entame une carrière dans l'administration fédérale américaine. On le retrouve aussi bien auprès des démocrates comme Dean Acheson qu'auprès de républicains. Il s'oppose dès le début à la realpolitik de Henry Kissinger et entre au Pentagone en 1977 sous l'administration de Jimmy Carter.
Il souligne dès cette époque le facteur d'instabilité régionale causé par l'Irak de Saddam Hussein, alors que le gouvernement de Carter veut en faire un contrepoids à l'Iran de l'ayatollah Khomeini.
Le démocrate Wolfowitz est déçu par l'administration de Jimmy Carter et c'est avec enthousiasme qu'il accueille la victoire de Ronald Reagan en novembre 1980. Celui-ci incarne mieux à ses yeux son idéal démocratique.
Entre 1982 et 1985, il se retrouve assistant du secrétaire d'État pour l'Asie de l'Est et le Pacifique dans le gouvernement de Reagan. C'est à cette fonction qu'il organise la transition politique des Philippines après le renversement de Ferdinand Marcos, ancien allié des États-Unis.

En 1986, il est nommé ambassadeur en Indonésie. Le journaliste américain Peter J. Boyer écrit à son sujet : 
Le mandat de Wolfowitz en tant qu'ambassadeur a été un succès notable, en grande partie dû au fait qu'il est devenu autochtone. Avec l'aide de son chauffeur, il a appris la langue et s'est plongé dans la culture. Il a assisté à des séminaires universitaires, escaladé des volcans et visité les quartiers de Jakarta.
Pour Dewi Fortuna Anwar, conseillère aux affaires étrangères du président indonésien B. J. Habibie (1998–99), qui succède à Soeharto, "Wolfowitz was a competent and popular envoy" mais "never intervened to push human rights or stand up to corruption." Sa femme Clare est une anthropologue spécialiste de l'Indonésie, notamment de la culture javanaise.
De 1989 à 1993, sous la direction de Dick Cheney, il est sous-secrétaire à la Défense chargé de la planification, où il élabore une nouvelle définition de la stratégie et de l'organisation de la force militaire américaine après la fin de la guerre froide.
En 1991, Paul Wolfowitz organise le financement de la guerre du Golfe et parvient à convaincre Israël de ne pas intervenir militairement pour maintenir la cohérence interne de la coalition qui comprend de nombreux pays arabes. Il prêcha également mais sans succès la loyauté envers les chiites du Sud et les Kurdes du Nord de l'Irak que le gouvernement américain a poussé à se révolter contre Saddam Hussein.
Dès 1992, dans un rapport confidentiel, il prône la « guerre préventive » pour renverser le président irakien. En 1998, il signe avec une vingtaine d'autres néoconservateurs une lettre ouverte au président Bill Clinton dans laquelle ils lui enjoignent de renverser le gouvernement irakien par la force.
Durant la présidence de Bill Clinton, Paul Wolfowitz est doyen de l'École d'études internationales avancées de l'université Johns-Hopkins à Washington de 1994 à 2001.
Le quotidien israélien anglophone The Jerusalem Post l'élit l'homme de l'année 2003.

### Rôle auprès de l'administration Bush

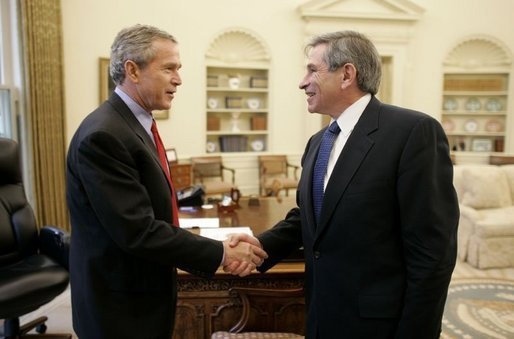
Le président George W. Bush et Paul Wolfowitz en 2005.

En février 2001, il est nommé par George W. Bush au poste de secrétaire adjoint à la Défense, sous les ordres de Donald Rumsfeld. C'est à ce poste qu'il se fait l'artisan et l'ardent défenseur du renversement du régime de Saddam Hussein et de l'invasion militaire de l'Irak dès le lendemain des attentats du 11 septembre 2001. Il a en outre qualifié les événements du 11 septembre d'opportunité pour la mise en place d'une nouvelle donne géopolitique au Moyen-Orient.

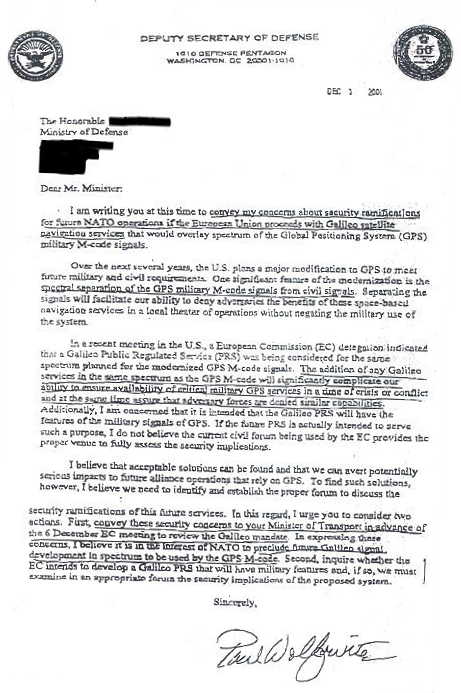
Lettre de Paul Wolfowitz aux ministres des États membres de l'Union européenne en décembre 2001, illustrant la campagne de lobbying des États-Unis contre Galileo.

Catalogué comme un des plus radicaux des néo-conservateurs, il est chargé de trouver les justifications juridiques de l'invasion de l'Irak et est considéré comme le principal responsable des déconvenues de l'armée américaine notamment dans sa recherche des armes de destruction massive. Il affirmait alors que « les revenus du pétrole irakien au cours des deux ou trois prochaines années allaient apporter 50 à 100 milliards de dollars, qui viendraient rembourser la propre reconstruction du pays et plus encore ».
Dans un entretien au magazine Vanity Fair, publié le 30 mai, M. Wolfowitz reconnaît le mensonge d'État. Il reconnaitra plus tard que la décision de mettre en avant la menace des armes de destruction massive pour justifier une guerre contre l'Irak avait été prise « pour des raisons bureaucratiques [...] parce que c'était le seul argument sur lequel tout le monde pouvait tomber d'accord ».
Le 15 avril 2002, devant des supporters d'Ariel Sharon lors d'une réunion publique à Washington, il reconnaît, sous les huées, les souffrances endurées par le peuple palestinien sous occupation israélienne.
Le 26 octobre 2003, au cours d'une visite à Bagdad, il échappe de justesse à un attentat. Une trentaine de roquettes sont tirées contre l'hôtel Al Rachid où il loge. Un colonel américain meurt au cours de cette attaque et dix-sept autres personnes sont blessées. Paul Wolfowitz est indemne.
Il met en place le Threat and Local Observation Notice (TALON) en 2004, qui recense, entre autres, des manifestants opposés à la guerre en Irak. En janvier 2005, il s'engage personnellement dans le déploiement de l'aide américaine aux victimes du tremblement de terre du 26 décembre 2004, en particulier en Indonésie.
L'ex-fonctionnaire américain s'est opposé, durant son mandat, à la chaîne qatarie Al Jazeera en faisant pression sur le gouvernement du Qatar pour en changer la ligne éditoriale.

### Rôle à la Banque mondiale
En mars 2005, George W. Bush préfère l'éloigner de son administration en lui offrant une promotion, la succession de James Wolfensohn en tant que président de la Banque mondiale (en règle générale, celle-ci est laissée aux États-Unis quand le Fonds monétaire international est laissé aux Européens). Il devrait son élection au soutien des Européens, qui l'acceptèrent en échange de la nomination de Pascal Lamy à la tête de l'OMC.
Il a fait l'objet de vives critiques au sein de la Banque mondiale pour s'être entouré de collaborateurs venus avec lui du Pentagone et de la Maison-Blanche. Il a par exemple nommé l'ancien porte-parole du vice-président des États-Unis Dick Cheney, Kevin Kellems, au poste de directeur de la stratégie de la communication.
Dès son entrée en fonction en juin 2005, Paul Wolfowitz dresse une liste de pays en voie de développement à privilégier et confirme l'Afrique comme zone prioritaire,.

#### Crise tchadienne
Le 29 décembre 2006, l'Assemblée nationale tchadienne, sous la présidence d'Idriss Déby adopte plusieurs amendements à la loi sur le pétrole de 1999. À la suite de cette modification, Paul Wolfowitz, alors président de la Banque mondiale, annonce l'arrêt des programmes de financement au Tchad, soit 124 millions de dollars. La Banque mondiale conteste certains des amendements opérés tels la suppression du fonds pour les générations futures, l'inclusion de la sécurité et de l'administration comme secteur prioritaire ainsi que l'augmentation de la part revenant au Trésor.
À la demande du département d'État, il abandonne la lutte contre la corruption au Tchad pour permettre à cet État d'utiliser l'argent du pétrole pour contrer les attaques venues du Soudan.

#### Planning familial en Afrique
Juan Jose Daboub, un haut fonctionnaire nommé par Paul Wolfowitz à la direction de la Banque mondiale, aurait ordonné en 2007 que toute référence au planning familial soit effacée du plan d'assistance à long terme concernant Madagascar.

#### Affaire Wolfowitz à la Banque mondiale
Héros autoproclamé de la lutte anti-corruption dans les pays en développement, Paul Wolfowitz a été impliqué dans une affaire de favoritisme au sein de la Banque mondiale concernant Shaha Riza, une collaboratrice avec laquelle il entretenait une liaisonet a dû démissionner en juin 2007, deux ans après sa nomination.,.
En 2003, selon l'association américaine luttant contre la corruption dans les administrations publiques Government Accountability Projet, Paul Wolfowitz, alors secrétaire à la Défense, aurait insisté pour que Shaha Riza obtienne un contrat de consultant pour une firme de conseil privée entre mars et mai 2003, au moment du déclenchement de la guerre et ce alors qu'elle travaillait pour la Banque mondiale.
Trois mois après son arrivée à la tête de la Banque mondiale en 2005, Paul Wolfowitz obtenait un poste au département d'État pour son amie Shaha Riza. Ex-responsable de la communication de la Banque mondiale pour le Moyen-Orient, elle restait néanmoins encore payée par la Banque mondiale.
Lors de ce transfert, elle aurait reçu, selon des documents internes révélés par la presse, une promotion et plus de 60 000 dollars d'augmentation de salaire portant ses émoluments à quelque 200 000 dollars par an. Lors de son retour à la Banque mondiale, elle bénéficierait également de promotions la portant, à terme, au grade de vice-président. Le Financial Times a révélé le 12 avril 2007 que c'est Paul Wolfowitz lui-même qui avait ordonné les augmentations.
Lorsque Paul Wolfowitz est nommé au poste de président de la Banque mondiale, sa liaison avec Shaha Riza, une cadre de la banque, est contraire à la charte éthique de l'institution. Il en informe immédiatement les directeurs mais le comité d'éthique refuse la solution qu'il propose, laisser les choses en place en se voyant retirer tout pouvoir de décision concernant le salaire et la position de la collaboratrice. La commission propose au contraire de donner un poste à Mme Riza hors de la banque, seul moyen de la mettre « à l'abri » de l'autorité de son président, et de lui donner une promotion pour compenser cet accident de carrière. Mais ils laissent au président le soin de régler les détails de cette recommandation, salaire compris. Aussi, le conflit naît non du principe de l'augmentation de salaire mais de son montant, qui revient à une augmentation annuelle de 8 % au lieu des 3,7 % habituels.
Concernant les accusations de népotisme, Paul Wolfowitz a déclaré qu'elles étaient une campagne de dénigrement menée par des opposants à l'intervention en Irak, et à sa lutte contre la corruption dans les pays en voie de développement.
Son conseiller Kevin Kellems avait assuré que les augmentations de salaires octroyées à Mme Riza sur ordre de Paul Wolfowitz – portant le salaire de l'intéressée à près de 200 000 dollars par an – avaient reçu l'assentiment du conseil d'administration (de septembre 2005). Pourtant, le 13 avril 2007, les administrateurs de la Banque mondiale ont démenti cette affirmation et appelé à la démission le président de l'institution, dont le mandat n'expirait normalement qu'en 2010,.
Lui est également reproché le recrutement de deux collaborateurs de la Maison-Blanche (dont Kevin Kellems) sans expérience sur les questions de développement, avec des émoluments supérieurs à 200 000 dollars par an.
Le 20 avril 2007, afin de l'aider dans sa défense, il engage Robert Bennet (en), avocat célèbre ayant défendu l'ancien président des États-Unis Bill Clinton lors de l'affaire Paula Jones ainsi que la journaliste américaine Judith Miller lors de l'affaire Plame-Wilson.
Le 7 mai 2007, l'un de ses plus proches conseillers, l'ancien journaliste Kevin Kellems, donne sa démission. À la Banque mondiale, il était responsable de l'image du président et avait assuré à la presse que Paul Wolfowitz avait reçu l'aval du conseil d'administration avant de décider l'augmentation du salaire de Shaha Riza.
Paul Wolfowitz accepte finalement, le 17 mai 2007, de renoncer à ses fonctions, qu'il quitte le 30 juin 2007, au terme d'une longue crise. Certains, au sein même de son entourage, n'hésitaient pas à dire que son action a « complètement sapé les principes de bonne gouvernance ». Robert Zoellick, l'ancien numéro deux du département d'État américain, a été choisi par le président Bush pour lui succéder.

#### Canular
Dans son édition de mai 2007, le magazine américain Foreign Policy publie une lettre qui aurait été envoyée par Paul Wolfowitz au personnel de la Banque mondiale et dans laquelle il mettrait en garde le personnel de la banque contre la fréquentation du site internet TradeSports.com, sur lequel se tient un pari dont le titre est « Démission de Paul Wolfowitz ». De nombreux journaux internationaux tel le quotidien français Le Monde relaient l'information (ce dernier va la réfuter le même jour). Il s'est trouvé que cette lettre était un faux réalisé par le professeur en économie de Harvard, ancien économiste en chef du FMI, Kenneth Rogoff,.

## Vie familiale
Paul Wolfowitz est séparé depuis 2002 de son épouse Clare Wolfowitz, anthropologue, spécialiste de l'Indonésie. Ils ont eu ensemble trois enfants. Il vit aujourd'hui avec Shaha Riza, une Britannique d'origine libyenne qu'il a rencontrée alors qu'elle travaillait aux affaires extérieures pour la Banque mondiale.

## Dans la fiction
Dans le film W. : L'Improbable Président (2008) d'Oliver Stone, son rôle est joué par Dennis Boutsikaris.
Dans le film Vice (2018) d'Adam McKay, son rôle est joué par Eddie Marsan.